# Меморіал Корпусу морської піхоти США
Меморіал Корпусу морської піхоти США (інша назва — Меморіал Іводзіми) — один з найважливіших військових меморіалів Сполучених Штатів Америки. Розташований в передмісті Вашингтона в окрузі Арлінгтон, поблизу стін Арлінгтонського національного кладовища.
Меморіал присвячений всім військовослужбовцям Корпусу морської піхоти США, загиблим у військових конфліктах при захисті демократичних цінностей в інтересах країни, починаючи з 1775 року.
Дизайн масивних скульптур був виконаний скульптором Феліксом де Уелдоном на основі культової фотографії військового кореспондента Ассошіейтед Прес Джо Розенталя, зробленої під час битви за японський острів Іводзіма — «Встановлення прапора над Іводзімою».
Меморіал зображує п'ятьох морських піхотинців і одного матроса ВМС США, які підняли прапор на острові Іводзіма: сержанта Майкла Стренка, капрала Харлона Блоку, пересічних: Айра Хайза, Франкліна Сусли, Рене Ганьона і старшину 1 статті Джона Бредлі.

## Історія
Робота над створенням меморіалу почалася в 1951 році. Висота бронзових скульптур склала 9,8 м, довжина флагштока 18 м.
Скульптури розташовуються на гранітному постаменті висотою 4,5 м, що має два написи:
- «В пам'ять про мужність воїнів Корпусів морської піхоти Сполучених Штатів, які віддали життя за свою країну з 10 листопада 1775» (In honor and memory of the men of the United States Marine Corps who have given their lives to their country since 10 November 1775).
- «Неймовірна Доблесть була їх загальним Гідністю» (Uncommon Valor Was a Common Virtue) — слова сказані адміралом Честером Німіцем перед бійцями на Іводзімі.

Розташування і дата кожного бою за участю Корпусу морської піхоти США написані по колу навколо основи меморіалу. Основа повністю виконана з граніту смоляного кольору Lönsboda — невеликого містечка і кар'єра в південній частині Швеції.
Меморіал був урочисто відкритий президентом Дуайтом Д. Ейзенхауером 10 листопада 1954 року, в день 179-ї річниці створення Корпусу морської піхоти.
У 1961 році президент Джон Ф. Кеннеді видав Проголошення № 3418, про те, що державний прапор США повинен бути вивішений на флагштоку меморіалу 24 години на добу. Меморіал Корпусу морської піхоти — одне з небагатьох громадських місць США, де діє це правило.
Морські піхотинці Вашингтонської бази морської піхоти використовують меморіал як майданчик для проведення щотижневого військового огляду «Параду на заході» (Sunset Parade). Тренувальний взвод бази представляє Корпус у всій красі, використовуючи при цьому бій барабанів і звуки сурм.

## Подібні статуї
- Оригінальна гіпсова робоча модель пам'ятника в даний час знаходиться в Харлінгені (штат Техас), у приватній кадетській школі «Академія Корпусу морської піхоти». Академія є також місцем спочинку капрала Харлона Блоку, загиблого в бою на Іводзімі.
- Національний меморіал Іводзіма у Ньюїнгтон (штат Коннектикут) використовує подібну конструкцію пам'ятника і являє списки 6821 американських військовослужбовців, загиблих в бою.
- Схожі статуї знаходяться в парку двохсотріччя у Фолл-Рівер (штат Массачусетс) і в Кейп-Корале (штат Флорида).
- Варіант пам'ятника в ознаменування 50-річчя закінчення Другої світової війни стоїть в парку розваг Knoebels в Елісбурзі (штат Пенсільванія).
- Є також зменшені копії меморіалу на трьох базах морської піхоти США: в безпосередній близькості від воріт бази Куантіко (штаті Вірджинія), на парадному майданчику бази в Перріс-Айленді (штат Південна Кароліна) та біля головних воріт бази Кенее Бей (штат Гаваї)

## Фотогалерея

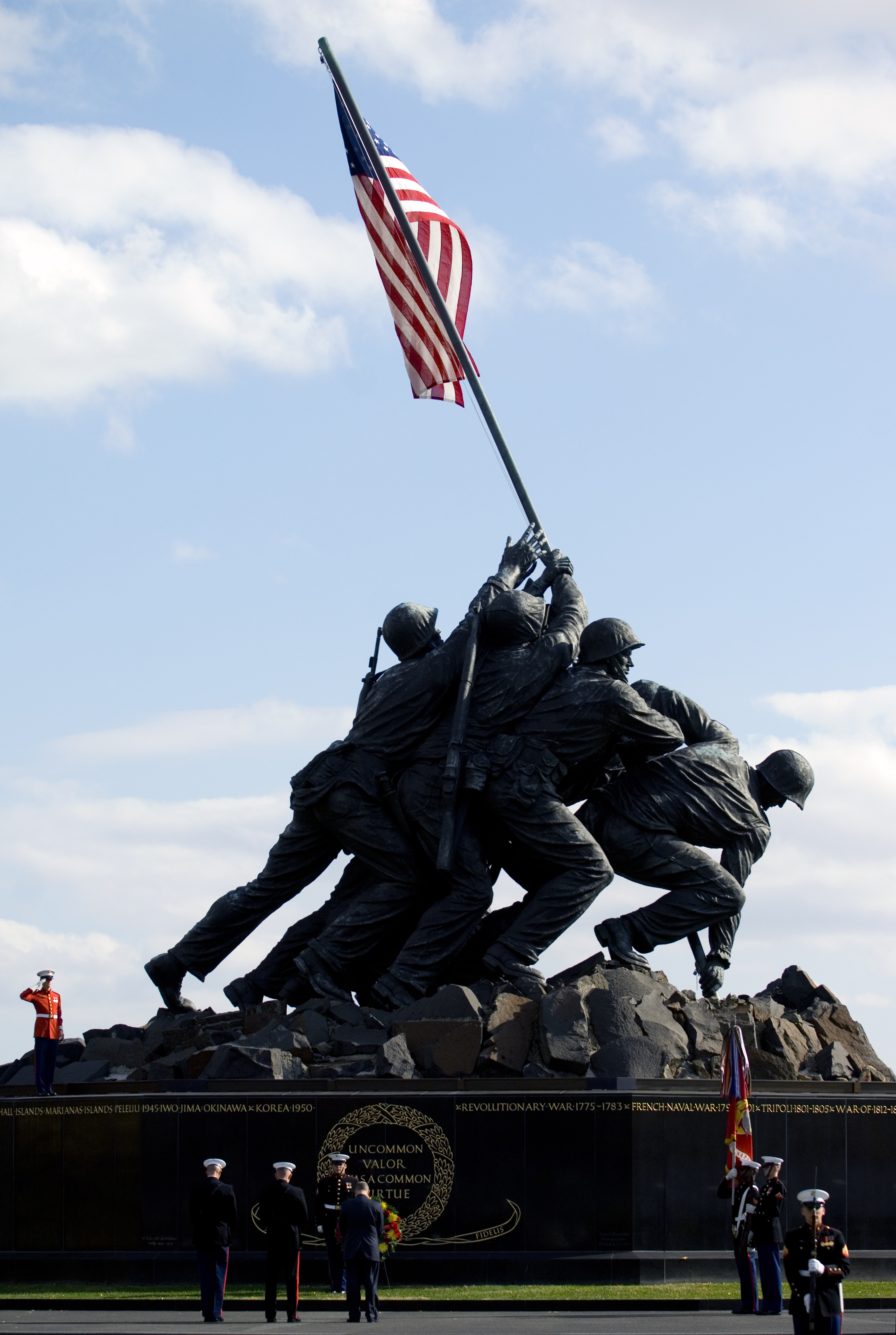
Підготовка до параду біля меморіалу
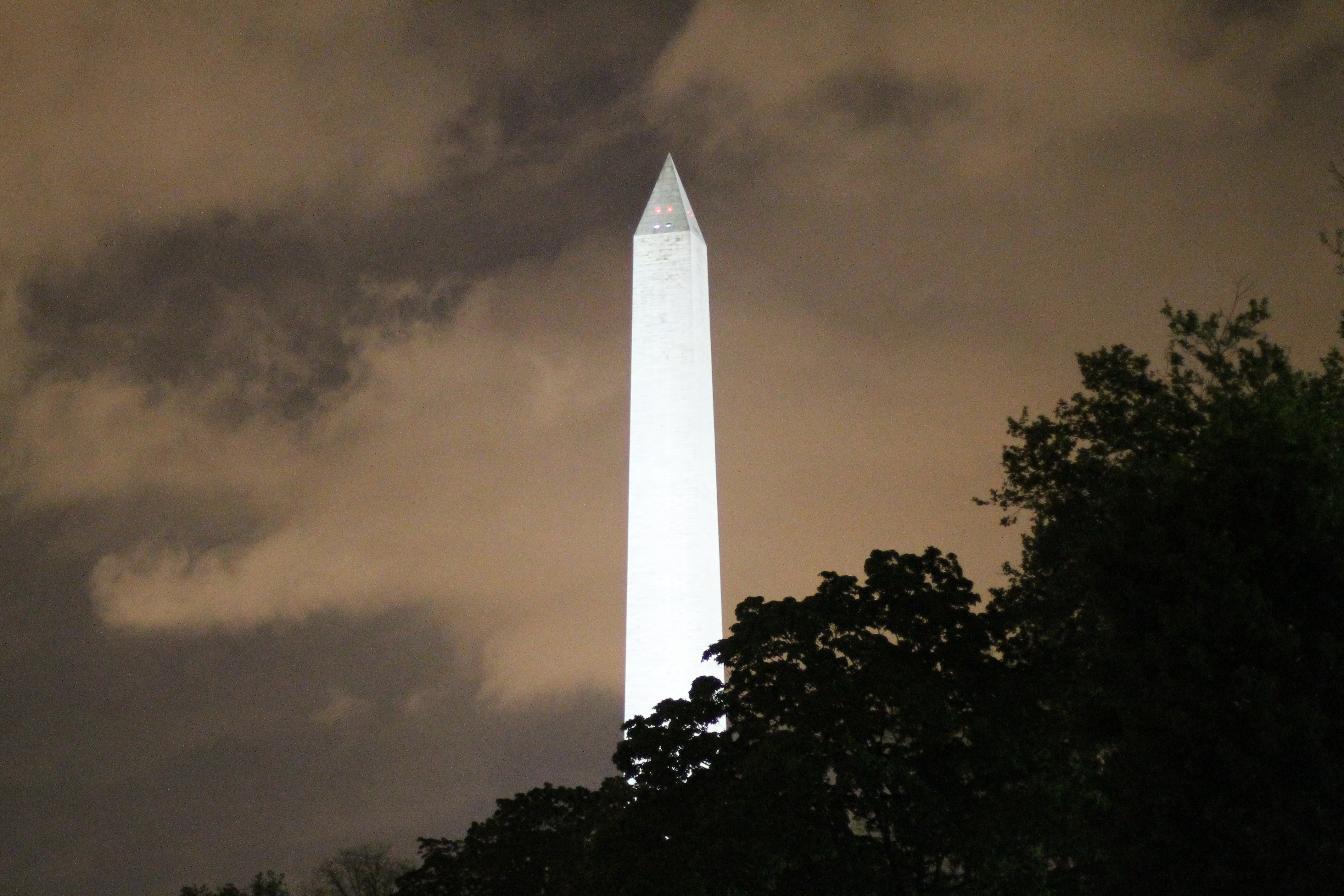
Нічний вид на капітолій і монумент Вашингтону
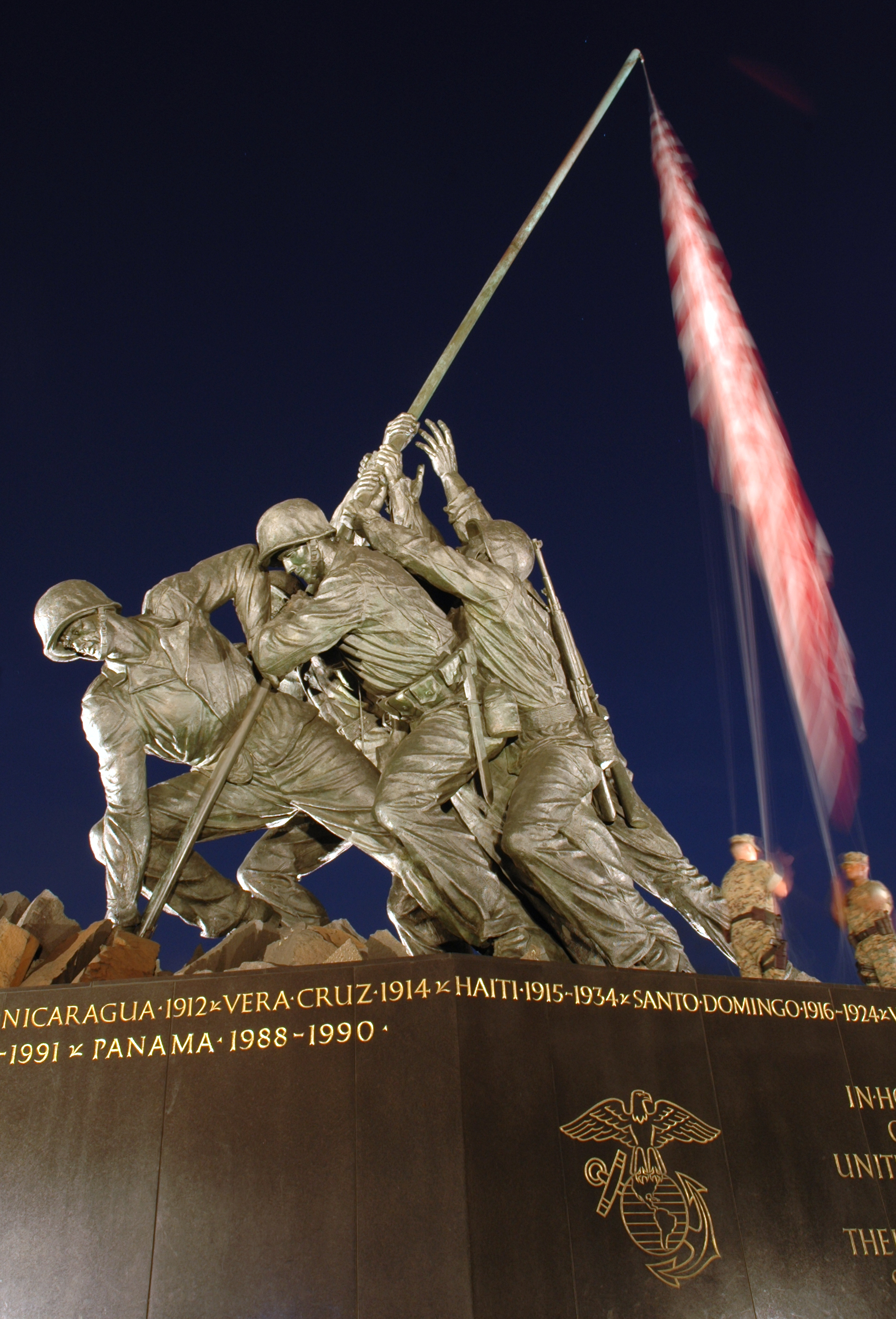
Заміна прапора на флагштоку морськими піхотинцями США
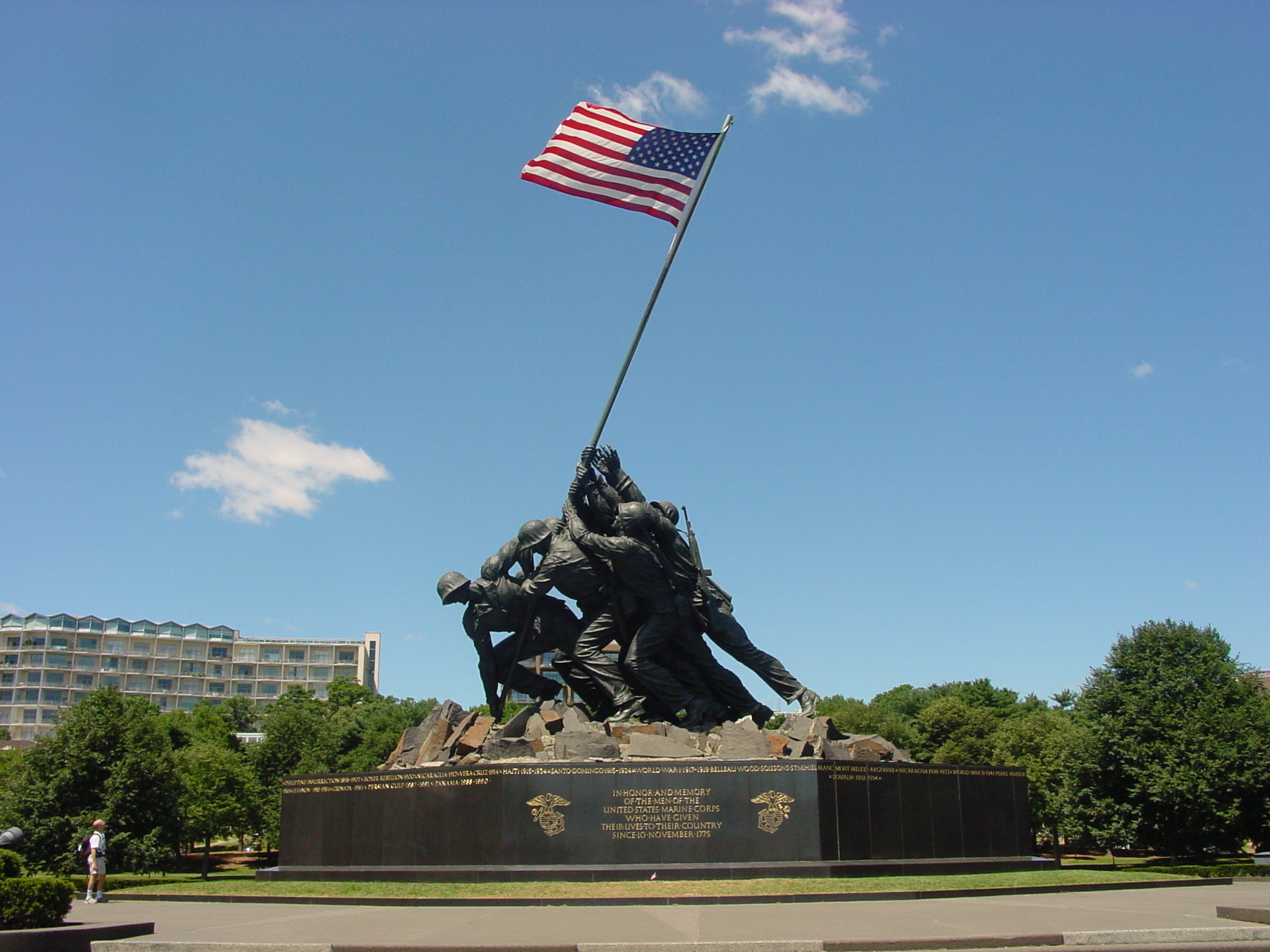
Загальний вигляд меморіалу

1. ↑  Google Maps — 2005.
2. 1 2 3 4 5 6  Encyclopædia Britannica
3. 1 2 3  https://www.nps.gov/gwmp/learn/historyculture/usmcwarmemorial.htm